# Arrondissement de Fort-Liberté
L’Arrondissement de Fort-Liberté est un arrondissement d'Haïti, subdivision du département du Nord-Est. Il a été créé autour de la ville de Fort-Liberté qui est aujourd'hui son chef-lieu. Il était peuplé par 55 139 habitants (estimation 2009).
L’Arrondissement compte trois communes :
- Fort-Liberté
- Perches
- Ferrier